# Comuna Straja, Suceava
Straja este o comună în județul Suceava, Bucovina, România, formată numai din satul de reședință cu același nume.

## Istoric
Teritoriul comunei Straja a fost locuit încă din epoca pietrei, după cum arată urmele arheologice. Primul document care dovedește existența comunei datează din 1750. Făcând parte din Bucovina, a cunoscut stăpânirea austriacă până în 1918. În sec. XX comuna a cunoscut o semnificativă dezvoltare economică.Grave suferințe și distrugeri au afectat localitatea în timpul celor două războaie mondiale ca urmare a trecerii fronturilor. În 1940, ca urmare a pactului Ribbentrop-Molotov o parte din teritoriul comunei, păduri și poieni rămânea la fosta URSS, circa 2300 de ha, azi la Ucraina, slăbind considerabil potențialul economic al localității. După al II-lea război comuna s-a refăcut treptat introducându-se curentul electric, asfaltându-se drumul județean 209.  S-au construit un local de școală, trei magazine, un pod peste râul Suceava, case noi. După 1990 s-au înființat mai multe societăți comerciale. Comuna a făcut parte din raionul Rădăuți, iar după reorganizarea teritorială comuna Straja face parte din județul Suceava.

## Așezarea
Comuna Straja din județul Suceava este situată în partea de nord a județului Suceava și este străbătută de râul Suceava. Este așezată în vestul Depresiunii Rădăuți, având ca vecini Crasna-Ilschii la nord, comuna Putna la sud, Orașul Vicovu de Sus la est și comuna Brodina la vest. Este așezată de-a lungul râului Suceava și a drumului județean 209 Rădăuți Brodina. Calea ferată Dornești - Nisipitu străbate comuna de la est la vest.
Coordonatele geografice ale localitatii sunt latitudine nordica 47°92' și longitudine estică 25°55'.
Stema comunei se compune dintr-un scut pe fond roșu, cu o poartă deschisă din leațuri, așezate vertical și orizontal, formată din două aripi prin care se văd trei prăjini cu legături de paie toate din aur. Cheful scutului este micșorat, dințat, cu trei lacrimi de argint. Scutul este timbrat cu o coroană murală cu un turn de argint.
Relieful este variat cuprinzând dealuri (Arșița, Cerbul, Scorbura), un munte (Măgura Vacii) precum și poieni (Sihastru, unde se află schitul Daniil Sihastrul, Poiana Gigii, Poiana Cerbului, Poiana Stăuina, Poiana Răstoaca, Poiana Stirigoi, Poiana Între Vaduri, Poiana la Runc, Poiana Ciungitura).
In teritoriul ce a rămas în Ucraina, sunt 4 munți : Vârful Bucov (1109 m) , Vârful Plăiuț (1079 m) , dealuri precum : Arșicioara (820 m), Mlaca (761 m), Dealuț (673 m), Fataciuni (875 m) și dealuri comunale, ce aparțineau de Falcău: Prislop (1024 m), Alexa (988 m).Poieni precum: Poiana Petrușcii, Poiana Loza, Poiana Mlăcii, Poiana Plăiuțului, Poiana Pucu, etc.
Are și munți comunali la peste 60 de kilometrii depărtare, obținuți după Primul Război Mondial în Comunele Izvoarele Sucevei și Șipotele Sucevei precum:Bahna, Cupineț, Baranova, Tomnatic (actualmente în Ucraina).
Rețeaua hidrografică cuprinde râul Suceava și afluenții săi (Parău Străjî, Ziminel, Baimac, Parău Rău, Răstoaca Mare, Ciolotei, Boul, Calanceni, Sihastru, Jiji, Scorbura, Ascuncelul)
Vegetația este dominată de conifere (brad, molid), iar fauna este bogată în iepuri, vulpi, mistreți, cerbi și lupi.
Populația comunei este curat românească. În 1784 o inscripție bisericească nota existența a 79 familii (aproximativ 395 locuitori). Populația a crescut ca urmare a sporului natural și a imigrației. Recensămintele au evidențiat acest fapt. Astfel, în 1910 existau 3315 locuitori, în 1930 existau 4662 locuitori, iar în 1956 4103 locuitori. În 1992 populația a crescut la 5555 locuitori, iar în 2002 la 5884 locuitori. Locuințele populației sunt în proprietate privată. Construcțiile din gospodărie sunt grajdul pentru vite, bucătăria de vară. magazia pentru lemne, cămara pentru alimente, poclitul pentru fân. Locuința tradițională este construită din lemn de molid sau brad și este acoperită cu draniță în patru ape.
Portul popular al străjenilor este de o eleganță sobră. Comuna este bogată în tradiții care se păstrează încă, legate de momentele cruciale ale vieții: nașterea, nunta, înmormântarea. Obiceiurile evidențiază specificul popular al zonei.PORTUL FEMEIESC tradițional cuprinde: opincile, colțunii (ciorapii) din lână, prigitoare (catrința), frânghia de încins, cămașa cu "pui" și altița, bondița din piele de oaie cu "prim" (bordură) de miel, tulpanul (baticul) înflorat, sumanul scurt, negru din lână, trăistuța, cojocul din piele de oaie cu "prim" negru din piele de miel.
PORTUL BĂRBĂTESC este alcătuit din: opinci, ițari (pantaloni) albi din pînză, cioareci (pantaloni albi din lână), cămașă albă cu "pui" (flori) albi sau negri cu "ciupag" (guler) înflorat, "curea" (chimir), bundă cu "prim", cușmă sau pălărie, sumanul negru scurt din lână, cojocul din piele de oaie cu "prim" negru. Acest costum se poate vedea în zilele de sărbătoare la biserică.

## Demografie
Componența etnică a comunei Straja
     Români (95,4%)
     Alte etnii (4,6%)
Componența confesională a comunei Straja
     Ortodocși (79,33%)
     Penticostali (15,69%)
     Alte religii (0,3%)
     Necunoscută (4,68%)
Conform recensământului efectuat în 2021, populația comunei Straja se ridică la 5.258 de locuitori, în creștere față de recensământul anterior din 2011, când fuseseră înregistrați 5.094 de locuitori. Majoritatea locuitorilor sunt români (95,4%). Din punct de vedere confesional, majoritatea locuitorilor sunt ortodocși (79,33%), cu o minoritate de penticostali (15,69%), iar pentru 4,68% nu se cunoaște apartenența confesională.

## Recensământul din 1930
Componența etnică a comunei Straja
     Români (93,1%)
     Germani (2,95%)
     Evrei (2,89%)
     Altă etnie (1,06%)
Componența confesională a comunei Straja
     Ortodocși (93,5%)
     Romano-catolici (3,12%)
     Mozaici (2,89%)
     Altă religie (0,49%)
Conform recensământului efectuat în 1930, populația comunei Straja se ridica la 4.662 locuitori. Majoritatea locuitorilor erau români (93,1%), cu o minoritate de germani (2,95%) și una de evrei (2,89%). Alte persoane s-au declarat: ruși (29 de persoane), maghiari (1 persoană) și polonezi (15 persoane). Din punct de vedere confesional, majoritatea locuitorilor erau ortodocși (93,5%), dar existau și romano-catolici (3,12%), mozaici (2,89%). Alte persoane au declarat: evanghelici\luterani (13 persoane), greco-catolici (10 persoane) și baptiști (1 persoană).

## Administrație
Comuna Straja este administrată de un primar și un consiliu local compus din 15 consilieri. Primarul, Mihai Juravle[*], de la Partidul Social Democrat, este în funcție din 2016. Începând cu alegerile locale din 2024, consiliul local are următoarea componență pe partide politice:
|  | Partid                          | Consilieri | Componența Consiliului | Componența Consiliului | Componența Consiliului | Componența Consiliului | Componența Consiliului | Componența Consiliului | Componența Consiliului | Componența Consiliului | Componența Consiliului |
|  | ------------------------------- | ---------- | ---------------------- | ---------------------- | ---------------------- | ---------------------- | ---------------------- | ---------------------- | ---------------------- | ---------------------- | ---------------------- |
|  | Partidul Social Democrat        | 9          |                        |                        |                        |                        |                        |                        |                        |                        |                        |
|  | Partidul Național Liberal       | 4          |                        |                        |                        |                        |                        |                        |                        |                        |                        |
|  | Alianța pentru Unirea Românilor | 2          |                        |                        |                        |                        |                        |                        |                        |                        |                        |

Între anii 1996-2016 conducerea comunei a fost exercitată de primarul Vasile Juravle, ales în cinci legislaturi consecutive. Consiliul local își desfășoară activitatea prin comisiile de specialitate: comisia pentru programul de dezvoltare economico-socială; comisia pentru învățământ, sănătate și familie, muncă și protecție socială, activitate social-culturală, culte și protecția copilului; comisia pentru administrație publică locală, juridică, apărarea ordinii publice.

### Siguranța publică
Postul de poliție care are doi lucrători, sprijiniți de poliția de frontieră și de populație asigură liniștea și ordinea publică. Formația de prevenire și stingere a incendiilor alcătuită din 15 lucrători voluntari acționează la stingerea eventualelor incendii până la sosirea unităților speciale de la Vicov și Rădăuți. Formația de apărare civilă compusă din 7 membri acordă sprijinul populației în caz de calamități și dezastre.

## Învățământ și educație
În comuna Straja s-a deschis pentru prima dată o Școală Națională la 1 septembrie 1860 sub supravegherea Consiliului Bucovinean în casa gospodarului Aftanasie Chira. Primul învățător la această școală a fost de la deschidere și până la sfârșitul lui iulie 1862 Nicolae Onciul în calitate de suplinitor, căruia i-a urmat Nicolae Bocancea pâna în anul 1869. În anul 1865 Școala Straja avea un număr de 12 elevi.
La data de 3 iulie 1869 s-a desființat  Școala Națională și s-a deschis o școală publică, cu o clasă sub supravegherea statului, într-o clădire din lemn, pe locul școlii vechi de astăzi.
În 1890 localul școlii a fost lărgit cu o clasă, apoi în 1894 cu încă două săli în timpul directorului Nichifor Bocancea care a condus instituția din 1886 până în 1922.
Numărul elevilor fiind în continuă creștere a dus la necesitatea construirii unui nou local de școală, din cărămidă, cu etaj, între anii 1909/1910. Noul local de școală avea: șase săli de clasă, două cancelarii și  patru încăperi folosite ca locuință de către directorul școlii.
Între anii 1910 – 1918 a purtat numele de Școală poporală de 5 clase fiind împărțită în școală de fete și de băieți. În anul scolar 1913/1914 frecventau școala un număr de 438 elevi din 475 înscriși care erau instruiți  de 10 învățători.
După anul 1918 s-a introdus învățământul primar de 7 clase, numărul  cadrelor didactice și pregătirea lor a sporit, funcționează două școli: una primară de stat pentru băieți și una primară de stat pentru fete.
Din anul 1948, în urma reformei învățământului școala a luat numele de Școala Elementară, care se va numi așa  până în anul 1965.
În anul 1955 s-a deschis învățământul  prescolar cu o grupă de grădiniță. Treptat s-au constituit noi grupe, ajungându-se astăzi la un număr de 8.
Începând cu anul scolar 1964 – 1965 s-a trecut la generalizarea învățământului de 8 ani, scoala luând numele de Școala elementară, având un număr de 795 elevi, cuprinși în 23 de clase și 27 cadre didactice din care numai 4 calificate.
În anul școlar 1970 – 1971 odată cu trecerea la obligativitatea învățământului de 10 ani, existau 30 de clase cu 914 elevi înscriși.
Datorită numărului mare de elevi și a lipsei de spațiu (funcționau clase și  în casa parohială), în anul 1970 a început construcția unui nou local de școală cu P + 2 etaje, având 12 săli  de clasă, 2 laboratoare, cabinete, cancelarie, birouri, dotate cu mobilier nou. Anul scolar 1970 – 1971 a început în noul local de școală.
Din anul 1970 până în anul 1991 școala s-a numit Școala cu clasele I - X Straja, iar din anul 1995 Școala cu clasele I – VIII „ Dimitrie Onciul” Straja, în memoria marelui istoric ce s-a născut, a crescut și a învățat în localitatea Straja.
Începând cu data de 23.03.1993, în fața  localului școlii se află amplasat bustul istoricului Dimitrie Onciul care s-a născut și a copilărit în comuna Straja.
Învatamântul din comuna Straja este angajat pe calea reformei declanșată după 1990, s-a pus în aplicare noul plan de învățământ, s-a modificat structura anului școlar, s-au introdus manualele alternative și disciplinele opționale.
Din anul 2003 s-a reintrodus învățământul obligatoriu de 10 ani. Astfel, din anul școlar 2003 / 2004 în cadrul școlii se înființează o clasă a IX-a în cadrul Școlii de Arte și Meserii cu profil Alimentație publică și turism, iar din anul 2004 / 2005 o clasă a IX-a cu profil silvicultura.
Din anul 2006 școala s-a numit ȘCOALA DE ARTE ȘI MESERII "DIMITRIE ONCIUL" STRAJA.â
În perioada 2007-2009 s-au efectuat lucrări de reabilitare a primului corp de școală din Straja, construit între anii 1894-1904. În prezent în acest corp funcționează Grădinița cu program normal Nr. 3 și o mică sală de sport. În anul 2008 au început lucrările de reabilitare la localul vechi de școală, construit în 1909/1910, fosta Școală de Băieți (1910-1954), lucrarea însă nu este finalizată nici în prezent din cauza întreruperii finanțării. În perioada iunie 2011-decembrie 2012 s-a construit în curtea localului vechi de școală un imobil cu destinația de creșă. Această construcție s-a făcut din fonduri europene, ea făcând parte dintr-un program mai amplu destinat mediului rural, ce cuprindea apă curentă, canalizare, reabilitarea Căminului Cultural și creșa.
Începând cu anul școlar 2012/2013 școala își schimbă denumirea, noua denumire fiind ȘCOALA GIMNAZIALĂ „DIMITRIE ONCIUL” STRAJA. La școală învață elevi de ciclul preșcolar, primar și gimnazial, până la clasa a VIII-a.
În anul școlar 2016/2017 Școala Gimnazială „Dimitrie Onciul” Straja funcționează în șase corpuri de clădiri cu un nr. de 724 elevi și preșcolari cuprinși în 26 de clase și 8 grupe de grădiniță la care activează un număr de 40 cadre didactice titulare, calificate, care au domiciliul în comuna Straja.

## Economia
Straja a cunoscut un ritm de creștere economică în ultimul timp în care s-a dezvoltat prelucrarea lemnului.
În ultimii zece ani s-a construit foarte mult, creându-se astfel multe locuri de muncă.
O mare parte a populației este plecată la muncă în țări ale Uniunii Europene: Italia, Germania, Spania, Anglia

## Turism
În Straja nu există unități turistice de profil, dar sunt condiții pentru turism cu motivații ca: sport, vânătoare, pescuit, drumeții, interes pentru folclor, etnografie, obiceiuri. Se pot organiza excursii de o zi, schi și săniuș, turism ecologic sau etnografic. Se poate vîna cerbul, căpriorul, mistrețul, lupul, vulpea. Pescuitul oferă posibilități pentru păstrăv, mreană și clean. Iubitorii turismului, vânatului și pescuitului vor avea momente de neuitat dacă vor veni să se bucure de ceea ce oferă comuna Straja.

## Transportul
Calea ferată Suceava-Nisipitu străbate comuna de la est la vest, în Straja existând stație CFR. Însă după inundațiile din iulie 2008, calea ferată care străbătea comuna, a devenit impracticabilă din cauza aluviunilor căzute de pe versanți. Comuna este traversată de drumul județean 209 Rădăuți Brodina. În prezent, transportul este asigurat doar rutier. Sunt mijloace de transport public (microbuze și autobuze) care circulă din oră în oră, legând Straja de orașul Rădăuți și de municipiul Suceava.

## Biserica
Prima biserică ortodoxă în Straja a fost din lemn pe locul cimitirului vechi, înlocuită de alta tot din lemn, construită pe sesia parohială pe locul căreia în 1994 s-a ridicat o capelă. Între 1867 și 1870 s-a construit Biserica centrală din piatră, având iconostasul pictat de pictorul Bucovinei Epaminonda Bucevschi. Biserica a suferit mai multe renovări, iar între 1980 și 1984 a fost repictată. În 1991 în curtea bisericii s-a ridicat Monumentul Eroilor din Straja, iar în 1997 s-a modificat structura acoperișului dându-i se forma românească, înlocuindu-l pe cel gotic. Prin contribuția enoriașilor, în anul 2000 s-a montat instalația de încălzire cu gaz. Biserica ortodoxă înregistrează peste 950 de familii de credincioși, iar cultul penticostal care are casă de rugăciuni proprie cuprinde 346 membri.

## Personalități
- Dimitrie Onciul (1856-1923) - istoric român, membru titular al Academiei Române
- Nicholas Kotosh (1883-1959) - Doctor of Theology, Professor, Rector of Chernivtsi University in 1927-1928 academic year
- George Cotos (1915-2014) - Pictor
- Dimitrie Popescu (n. 10 septembrie 1961) este un fost canotor român, laureat cu aur la Barcelona 1992